# Trehörningen (Fagersta, Västmanland)
Trehörningen är en sjö i Fagersta kommun i Västmanland och ingår i Norrströms huvudavrinningsområde. Sjön är 8,8 meter djup, har en yta på 0,162 kvadratkilometer och befinner sig 142,1 meter över havet. Sjön avvattnas av vattendraget Gisslarboån.

## Delavrinningsområde
Trehörningen ingår i det delavrinningsområde (664069-541861) som SMHI kallar för Utloppet av Kalven. Medelhöjden är 150 meter över havet och ytan är 13,65 kvadratkilometer. Det finns inga avrinningsområden uppströms utan avrinningsområdet är högsta punkten. Gisslarboån som avvattnar avrinningsområdet har biflödesordning 4, vilket innebär att vattnet flödar genom totalt 4 vattendrag innan det når havet efter 208 kilometer. Avrinningsområdet består mestadels av skog (80 procent). Avrinningsområdet har 0,61 kvadratkilometer vattenytor vilket ger det en sjöprocent på 6,5 procent.